# Восточные Карпаты
Восточные Карпаты (укр. Східні Карпати) — крупнейшая по протяжённости средняя часть Карпат в Румынии, на Украине (Украинские Карпаты), в Словакии и Польше, между Тилицким перевалом на севере и Предял на юге. Длина около 750 км. Высшая точка 2305 м (гора Пьетрос в массиве Родна). Разделены широкими и глубокими долинами на ряд хребтов и массивов (Марамуреш, Горганы, Черногора, Бещады, Родна, Келиманские горы, Вранча, Таркеу и др.).
Граница между Восточными и Западными Карпатами проходит в Словакии и Польше по линии Лупковский перевал, расположенный в Лаборецкой Врховине и проходит далее по восточному краю Любовньянской Врховины и Чергова, северной части Сланских Врхов и югу Вигорлата.
Горы сложены главным образом песчано-глинистыми толщами мела, палеогенового и частично неогенового возраста (флиш). В осевой зоне выступают докембрийские сланцы и кварциты, на западе — массивы из вулканических неогеновых пород (Харгита, Келиман и другие).
Месторождения руд, меди, каменной соли, в восточных предгорьях есть нефть и природный газ. На высоте более 2000 м следы оледенения.
Большая часть гор покрыта смешанными и темнохвойных лесами (бук, ель, пихта, сосна), в нижнем поясе — буковые леса. Горные луга верхнего пояса используются как летние пастбища.